# David Bostock
David Bostock (* 1936; † 29. Oktober 2019) war ein britischer Philosoph und Philosophiehistoriker.
Nach dem Besuch der Amesbury School in Hindhead, Surrey, und der Charterhouse School leistete Bostock seinen National Service (Wehrdienst) ab. Danach studierte er Literae humaniores am St John’s College, Oxford. Nach Stellen an der Leicester University (1963), der Australian National University in Canberra (1964) und der Harvard University (1967) war er von 1968 bis zur Pensionierung 2004 Fellow und Tutor in Philosophie am Merton College, Oxford. Er blieb dem College als Emeritus Fellow bis zu seinem Tod verbunden.
Rostock arbeitete sowohl zur Logik und Philosophie der Mathematik als auch zur griechischen Philosophie (Platon: Phaidon, Theaitet, Kriton; Aristoteles: Metaphysik, Physik, Ethik).

## Schriften (Auswahl)
- Logic and Arithmetic. Clarendon Press, Oxford 1974.
- Plato’s Phaedo. Clarendon Press, Oxford, 1986.
- Plato’s Theaetetus. Clarendon Press, Oxford, 1988.
- Aristotle’s Metaphysics: Books Z and H. Clarendon Press, Oxford 1994.
- Einleitung und Anmerkungen in Aristotle’s Physics. Übersetzt von Robin Waterfield. Oxford University Press, Oxford 1996.
- Intermediate Logic. Clarendon Press, Oxford 1997.
- Aristotle’s Ethics. Oxford University Press, New York 2000.
- On Motivating Higher-Order Logic, in: T. R. Baldwin, T. J. Smiley (Hrsg.), Studies in the Philosophy of Logic and Knowledge. Oxford University Press, Oxford 2004.
- The Interpretation of Plato’s Crito, in: Rachana Kamtekar (Hrsg.), Plato’s Euthyphro, Apology, and Crito. Bowman & Littlefield, 2005.
- Space, Time, Matter, and Form: Essays on Aristotle’s Physics. Clarendon Press, Oxford 2006.
- Philosophy of Mathematics: An Introduction. Wiley-Blackwell, Chichester 2009.
- Aristotle’s Philosophy of Mathematics, in: Christopher Shields (Hrsg.), The Oxford Handbook of Aristotle. Oxford University Press, Oxford 2012.
- Russell’s Logical Atomism. Oxford University Press, Oxford 2012.

| Personendaten    | Personendaten                                  |
| ---------------- | ---------------------------------------------- |
| NAME             | Bostock, David                                 |
| KURZBESCHREIBUNG | britischer Philosoph und Philosophiehistoriker |
| GEBURTSDATUM     | 1936                                           |
| STERBEDATUM      | 29. Oktober 2019                               |